# Damòcrit de Sició
Damòcrit de Sició (en llatí Damocritus, en grec antic Δαμύκριτος) o també Demòcrit de Sició (Democritus, Δημόκριτος) fou un escultor nascut a Sició, deixeble de Pisó, que al seu torn ho va ser d'Amfió de Cnossos.
Devia florir al segle iv aC, cap a la 100 Olimpíada, probablement abans del 380 aC. A Olímpia hi havia una estàtua feta per ell d'un atleta d'Elis anomenat Hippon o Hippos guanyador de la prova de pugilat, segons diu Pausànias. Plini el Vell esmenta un Demòcrit que va fer estàtues de filòsofs, que probablement era la mateixa persona.